# Melanerpes hypopolius
Melanerpes hypopolius е вид птица от семейство Picidae.

## Разпространение
Видът е разпространен в Мексико.